# Bill Lomas
William "Bill" Lomas was een Brits motorcoureur. Hij werd met Moto Guzzi twee keer wereldkampioen in de 350cc-wegraceklasse. 

## Carrière
Bill Lomas bracht zijn diensttijd door bij de Royal Electrical and Mechanical Engineers (REME) die het onderhoud voor het Britse leger verzorgden. 
| Bill's vader Harry had voor McEvoy in Derby gewerkt. Toen dat bedrijf in 1939 failliet ging kocht Harry Lomas een 250cc-Royal-Enfield van Michael McEvoy. Door zijn werk voor REME kreeg Bill al snel een baan bij Royal-Enfield in Redditch. Bill wilde zijn vaders Royal-Enfield gebruiken om te racen, maar de eenvoudige vooroorlogse stoterstangenmotor was daar niet snel genoeg voor. Bill hing er aanvankelijk een 350cc-JAP-motor in en voorzag de machine van een Matchless-telescoopvork met een 6inch-duplexrem die later door Royal-Enfield werd overgenomen, maar was technisch genoeg om zelf een motor te ontwikkelen. Hij keek naar de Benelli 250 Bialbero, die dubbele bovenliggende nokkenassen had en maakte een nieuwe cilinderkop waarbij de twee nokkenassen door een ketting werden aangedreven. Hij maakte zelf de mallen voor de gietstukken en maakte dankbaar gebruik van de diensten van zijn vader, die intussen bij Rolls-Royce Limited werkte. Van overtollige Rolls-Royce Merlin-zuigers werden de distributiekasten gegoten. Daarmee was de motor nog niet af. Bill voerde een aantal bijzondere modificaties door, zoals roterende klepstoters en oliestraalsmering voor de nokken. Ook het frame werd aangepast. De starre achtervork werd omgebouwd tot een swingarm. Daarvoor sneed Bill twee duraluminium platen waar de swingarm in kon scharnieren. Hij voegde ook een extra olietank en een Albion-versnellingsbak toe. Naast deze speciale motor ontwikkelde Lomas ook een meer "standaard"-versie met stoterstangen. Deze machine leverde met 23 pk bij 7.800 tpm behoorlijk veel vermogen. De motor met dubbele bovenliggende nokkenassen was feitelijk niet veel sterker, maar kon moeiteloos 8.500 tpm draaien. Met die machine reed Lomas zijn eerste wedstrijd op 1 april 1950 op Ansty , waar hij tweede werd. Op 7 april (goede vrijdag) won hij op Brough Aerodrome en op paasmaandag won hij op Cadwell Park. Later werd de machine weer voorzien van de stoterstangenmotor en gereden door coureurs als Alf Briggs, Dennis Jones en John Cooper. |

Bill Lomas debuteerde in 1948 in de 250cc-Lightweight Race van de Manx Grand Prix met een Velocette MOV. Hij werd zevende. De Manx Grand Prix is een race voor amateurs, die door goed presteren een startplaats in de Isle of Man TT kunnen verdienen. Beide races worden verreden op de Snaefell Mountain Course op het eiland Man, een 60km-lang stratencircuit. Lomas startte inderdaad in de TT van 1949, maar in de Clubmans Junior TT, nog steeds een amateurrace, waarin hij de finish niet haalde. In het najaar startte hij zowel in de Junior Race als de Senior Race van de MGP. In de Junior Race finishte hij als zesde, in de Senior Race viel hij uit. 

### Wereldkampioenschap wegrace

#### 1950
In het seizoen 1950 startte hij met een Velocette KTT Mk VIII in de 350cc-Junior TT en daarmee ook in het wereldkampioenschap wegrace. In de Belgische Grand Prix eindigde hij als vierde waardoor hij vijfde stond in het wereldkampioenschap 350 cc. Tijdens de TT van Assen startte hij ook in de 500cc-klasse, maar hij viel uit. In de 350cc-klasse werd hij echter derde waardoor hij in het kampioenschap op de vierde plaats kwam. In de 350cc-GP van Zwitserland werd hij slechts achtste, waardoor hij weer naar de vijfde plaats zakte en toen hij de Ulster Grand Prix oversloeg zakte hij naar de zesde plaats. In de GP des Nations finishte hij als vijfde, maar hij eindigde desalniettemin op de zevende plaats in het wereldkampioenschap. 

#### 1951
In het seizoen 1951 verscheen Lomas slechts sporadisch in WK-races, waarschijnlijk omdat de reizen naar het Europese vasteland voor hem als privérijder te duur waren. Vanzelfsprekend startte hij wel in de TT van Man, waar hij in de Junior TT als vijfde finishte. In de 350cc-race van de Belgische Grand Prix stond hij met zijn derde plaats weer op het podium en klom hij naar de zesde plaats in de WK-tussenstand. Het was echter zijn laatste 350cc-race van dat jaar, waardoor hij in de eindstand als twaalfde eindigde. Tijdens de GP van Frankrijk reed hij een 250cc-Velocette. Hij finishte als vijfde tussen allemaal Moto Guzzi Gambalunghino's. In de 250cc-eindstand werd hij elfde. 

#### 1952
Ook in het seizoen 1952 reed Bill Lomas lang niet alle GP's, maar hij trok wel de aandacht van enkele Italiaans merken. Die waren geïnteresseerd in de zwaardere klassen, maar de Italiaanse coureurs hadden niet de ciruitkennis van de Snaefell Mountain Course die de Britse en Ierse rijders wel hadden. Het 60km-lange circuit was niet alleen moeilijk om te leren kennen, maar ook erg gevaarlijk. MV Agusta had in 1951 haar eigen rijders thuis gelaten en Leslie Graham voor dit doel ingehuurd. Lomas had zijn Velocette ingeruild voor een 350cc-AJS 7R "Boy Racer" waarmee hij in de Senior TT vijfde werd en in de Junior TT vierde. In de Lightweight TT viel hij met een Velocette uit. Tijdens de GP van België viel hij in de 500cc-race uit, maar in de 350cc-klasse werd hij vijfde. Ook in de Duitse GP viel hij in de 500cc-race uit, maar in de 350cc-race reed hij de snelste ronde en finishte hij als derde. De 125cc-klasse kwam in het Verenigd Koninkrijk maar moeizaam op gang. In 1951 werd de uitslag van de 125cc-race in de Ulster Grand Prix geschrapt omdat er slechts vier deelnemers waren. In de Ulster GP van 1952 had MV Agusta er belang bij dat de race zou doorgaan, omdat Cecil Sandford zijn wereldtitel veilig kon stellen. Wellicht was dat de reden dat Bill Lomas, Charlie Salt en Harvey Williams een MV Agusta 125 Bialbero kregen. Slechts drie rijders haalden de finish en Lomas werd tweede achter Sandford en voor Salt. Hij kreeg echter ook de beschikking over de viercilinder MV Agusta 500 4C, waarmee hij derde werd. Ook in de GP des Nations reed Lomas de MV Agusta 125 Bialbero en de MV Agusta 500 4C, maar hij viel in beide klassen uit. Hetzelfde gebeurde in de Spaanse Grand Prix. Lomas sloot het seizoen af als achtste in de 125cc-klasse, als zevende in de 350cc-klasse en als dertiende in de 500cc-klasse. 

#### 1953
In het seizoen 1953 racete Lomas om onbekende redenen niet. Hij komt niet voor in de gegevens van het wereldkampioenschap noch van de Isle of Man TT. Bekend is dat hij tijdens de Isle of Man TT van dat jaar trainde met een NSU Rennfox, een NSU Rennmax en een MV Agusta 500 4C en dat een trainingscrash hem belette in de TT te starten. Mogelijk was hij door deze crash het hele seizoen uitgeschakeld. Zeker is dat Lomas voornemens was om in dit seizoen voor NSU in de 125cc- en de 250cc-klasse te starten. NSU publiceerde foto's van het team, met Bill Lomas, Werner Haas en Otto Daiker. 

#### 1954
In het seizoen 1954 bood MV Agusta hem machines aan voor de TT van Man, als vervanger van de in 1953 verongelukte Leslie Graham. De MV Agusta 500 4C was echter nog lang geen partij voor de Norton 30M Manx en de Gilera 500 4C. Dickie Dale was als beste MV-rijder slechts zevende, Bill Lomas viel uit. Ook de nieuwe MV Agusta 350 4C kon nog geen potten breken. Hier waren de AJS 7R en de Norton 40M Manx te sterk. Lomas eindigde net buiten de punten als zevende. Ook met de MV Agusta 125 Bialbero viel hij in de Ultra-Lightweight TT uit. Pas in september kreeg Lomas weer een kans op de 500cc-MV tijdens de GP de Nations op Monza, maar hij werd slechts achtste. Hij sloot het seizoen puntloos af. 

#### 1955, eerste wereldtitel
In het seizoen 1955 werd Bill Lomas door MV Agusta ingehuurd voor de lichte klassen: 125- en 250 cc. Moto Guzzi had voor de zwaardere 350- en 500 cc-klasse Dickie Dale aangenomen. Toen die aan het begin van het seizoen geblesseerd raakte kwam Lomas ook daar als coureur in dienst. Moto Guzzi werkte toen al aan de spectaculaire 500cc-Moto Guzzi Otto Cilindri (achtcilinder), maar begon het seizoen nog met de Quattro Cilindri (viercilinder), een machine die weliswaar brandstofinjectie had, maar die in de voorafgaande seizoenen al bewezen had te traag en te onbetrouwbaar te zijn. Moto Guzzi zou in dit seizoen dan ook een 500cc-aantal GP's overslaan bij gebrek aan een geschikte motorfiets. Aan het einde van het seizoen kwam er een noodgreep, de eencilinder Monocilindrica 500. Voor de 350cc-klasse werd de Monocilindrica 350 gebruikt. Die had met Fergus Anderson al twee wereldtitels behaald. Ook bij MV Agusta werd nog ontwikkeld. De MV Agusta 125 Bialbero had zich intussen bewezen, maar voor de 250cc-klasse had men nog geen volwaardigde machine. Er werd gereden met een opgeboorde 125cc-machine, de MV Agusta 203 Bialbero. Bill Lomas zou in dit seizoen dus in vier klassen in twee teams van start gaan. De eerste twee GP's sloeg hij echter over en pas tijdens de TT van Man kwam hij aan de start. In de Lightweight 125 cc TT eindigde hij als vierde, maar hij won de Lightweight 250 cc TT met bijna een minuut voorsprong. De 350cc-Junior TT won hij zelfs met exact een minuut voorsprong, maar in de Senior TT werd hij slechts zevende met de Moto Guzzi Quattro Cilindri. MV Agusta stuurde Lomas niet naar de Duitse GP en Moto Guzzi startte alleen in de 350cc-klasse. Ook hier won Lomas, waardoor hij alleen aan de leiding van de 350cc-stand kwam te staan. Tijdens de GP van België reed testrijder Duilio Agostini de Moto Guzzi V8, maar de machine startte niet in de race. Er kwamen helemaal geen 500cc-Guzzi's aan de start, maar Lomas won de 350cc-race opnieuw. De 125- en 250cc-klassen kwamen hier niet aan de start. Ook tijdens de TT van Assen reed Guzzi niet in de 500cc-klasse. Hier won Lomas' teamgenoot Ken Kavanagh de 350cc-race, maar Lomas had aan de tweede plaats genoeg om zich al 350cc-wereldkampioen te mogen noemen. Lomas won ook de 250cc-race, maar werd gediskwalificeerd omdat hij tijdens een tankstop zijn motor had laten draaien. Tijdens de Ulster Grand Prix won Bill Lomas met Moto Guzzi-eencilinders zowel de 350- als de 500cc-race. Dat was vooral mogelijk omdat de wereldtitels in beide klassen al beslist waren en de teams van Gilera en MV Agusta daarom thuisbleven. In de 250cc-race werd Lomas met de MV Agusta vierde. Tijdens de 350cc-race van de Nations GP werd Lomas met slechts 0,1 seconde tweede achter Dickie Dale. In de 500cc-race kwam Moto Guzzi weer niet aan de start. In de 250cc-race werd Lomas slechts vijfde, maar de twee punten die hij hiervoor kreeg zorgden ervoor dat hij als derde in de 250cc-eindstand kwam. 

#### 1956, tweede wereldtitel
In het seizoen 1956 reed Lomas uitsluitend nog voor Moto Guzzi, in de 350cc-klasse met de Monocilindrica 350, maar in de 500cc-klasse werd aanvankelijk de Monocilindrica 500 ingezet, maar vanaf de TT van Assen kwam de nieuwe Moto Guzzi Otto Cilindri. Tijdens de Senior TT werd Lomas met de Monocilindrica 500 vijfde, tijdens de Junior TT viel hij uit. Hier won zijn teamgenoot Ken Kavanagh. Zowel Kavanagh als Lomas vielen in Assen uit met de nieuwe achtcilinder. Lomas won wel de 350cc-race, waardoor hij in de WK-stand op de tweede plaats kwam te staan. Ook in de 500cc-GP van België vielen Kavanagh en Lomas uit. Kavanagh weigerde de rest van het seizoen nog met de V8 te rijden. Lomas viel - nadat hij de snelste ronde had gereden - ook in de 350cc-race uit, die werd gewonnen door John Surtees (MV Agusta 350 4C). Lomas zakte naar de vijfde plaats in de WK-stand. Lomas startte als enige met de V8 in de 500cc-race van de Duitse Grand Prix, maar viel weer uit. Hij won de 350cc-race waardoor hij in de WK-stand samen met August Hobl (DKW RM 350) gedeeld eerste kwam te staan. In de Ulster Grand Prix viel de V8 van Lomas opnieuw uit, maar hij won de 350cc-race waardoor hij al zeker was van zijn tweede wereldtitel. Tijdens de 350cc-race van de GP des Nations viel Lomas waarbij hij een pols brak. Lomas won dus drie keer en viel drie keer uit, maar die races werden gewonnen door verschillende coureurs (Kavanagh, Surtees en Liberati). Door de gebroken pols van Lomas kwam het mislukte paradepaardje van Moto Guzzi (de V8) niet aan de start. Kavanagh weigerde ermee te rijden en Lomas kon dat niet. Naast zijn tweede 350cc-wereldtitel eindigde Lomas als gedeeld zestiende in de 500cc-eindstand, dankzij de twee punten die hij met de Monocilindrica had gescoord op het eiland Man. 
Een zwaar ongeval in het voorjaar 1957 in Imola dwong Lomas ertoe zijn carrière op een leeftijd van 29 jaar te beëindigen.
Lomas werkte in 1957 in de film Fidanzati della morte van Romolo Marcellini mee en opende later meerdere motorwinkels. Hij was daarnaast regelmatig aanwezig bij veteranenraces en reisde als ambassadeur van zijn sport rond de wereld.
Bill Lomas stierf op 14 augustus 2007 op 79-jarige leeftijd aan de gevolgen van een hartinfarct.

## Afbeeldingen

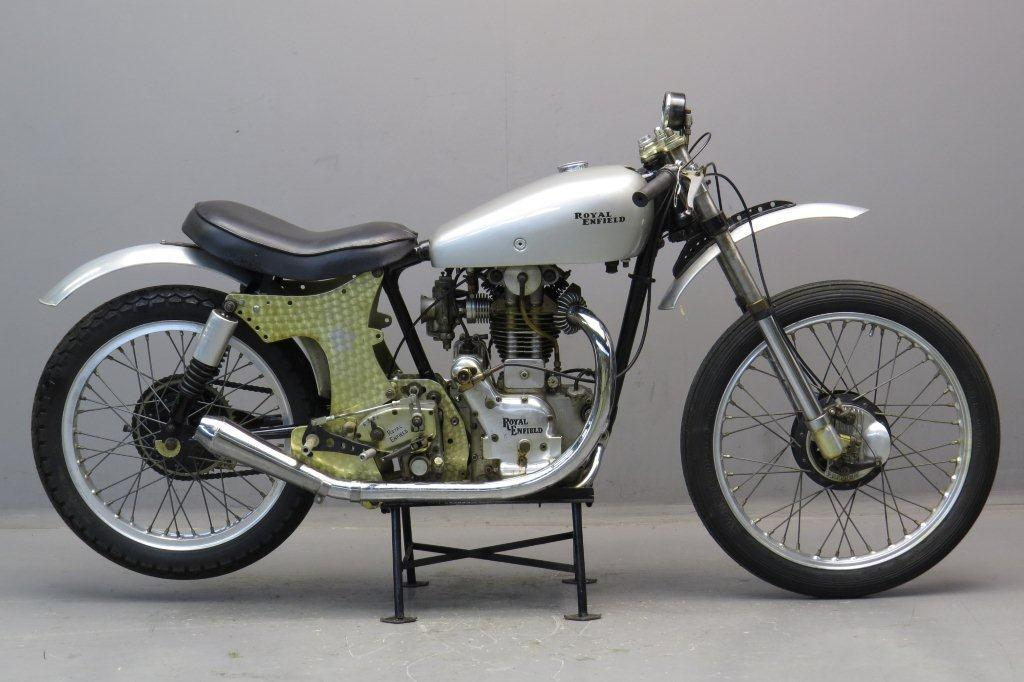
De door Bill Lomas zelf gebouwde Royal-Enfield Bullet 250, weer voorzien van de originele stoterstangenmotor. Opvallend zijn de duraluminium gietstukken onder het zadel die Lomas maakte voor de ophanging van de swingarm
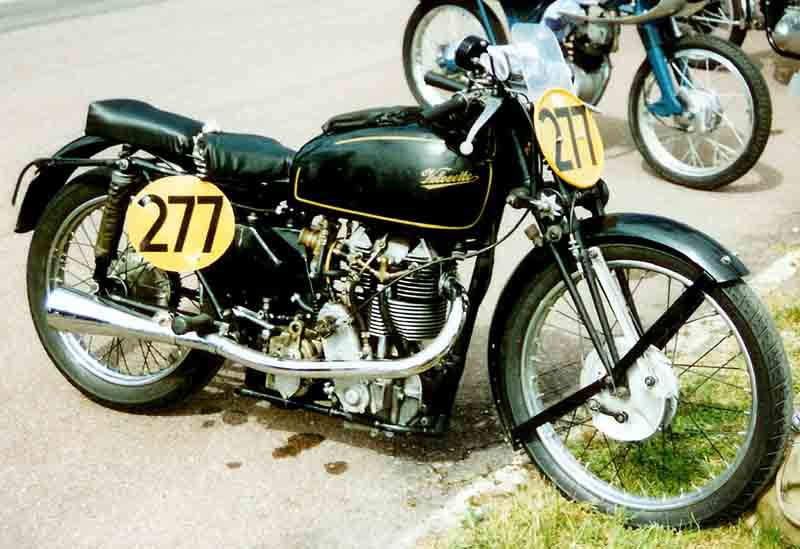
350cc-Velocette KTT Mk VIII
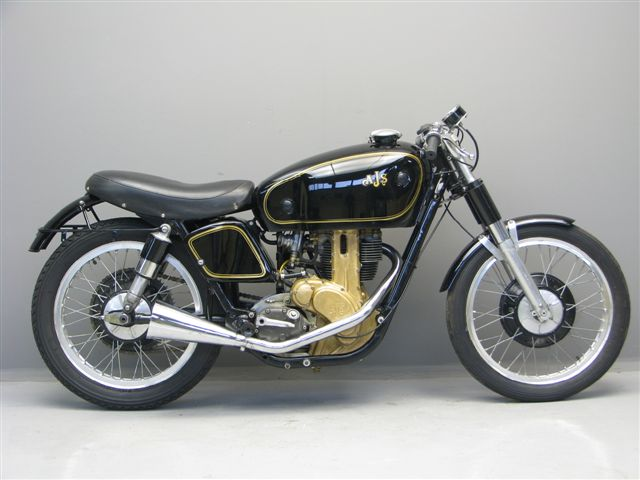
350cc-AJS 7R Boy Racer uit 1952
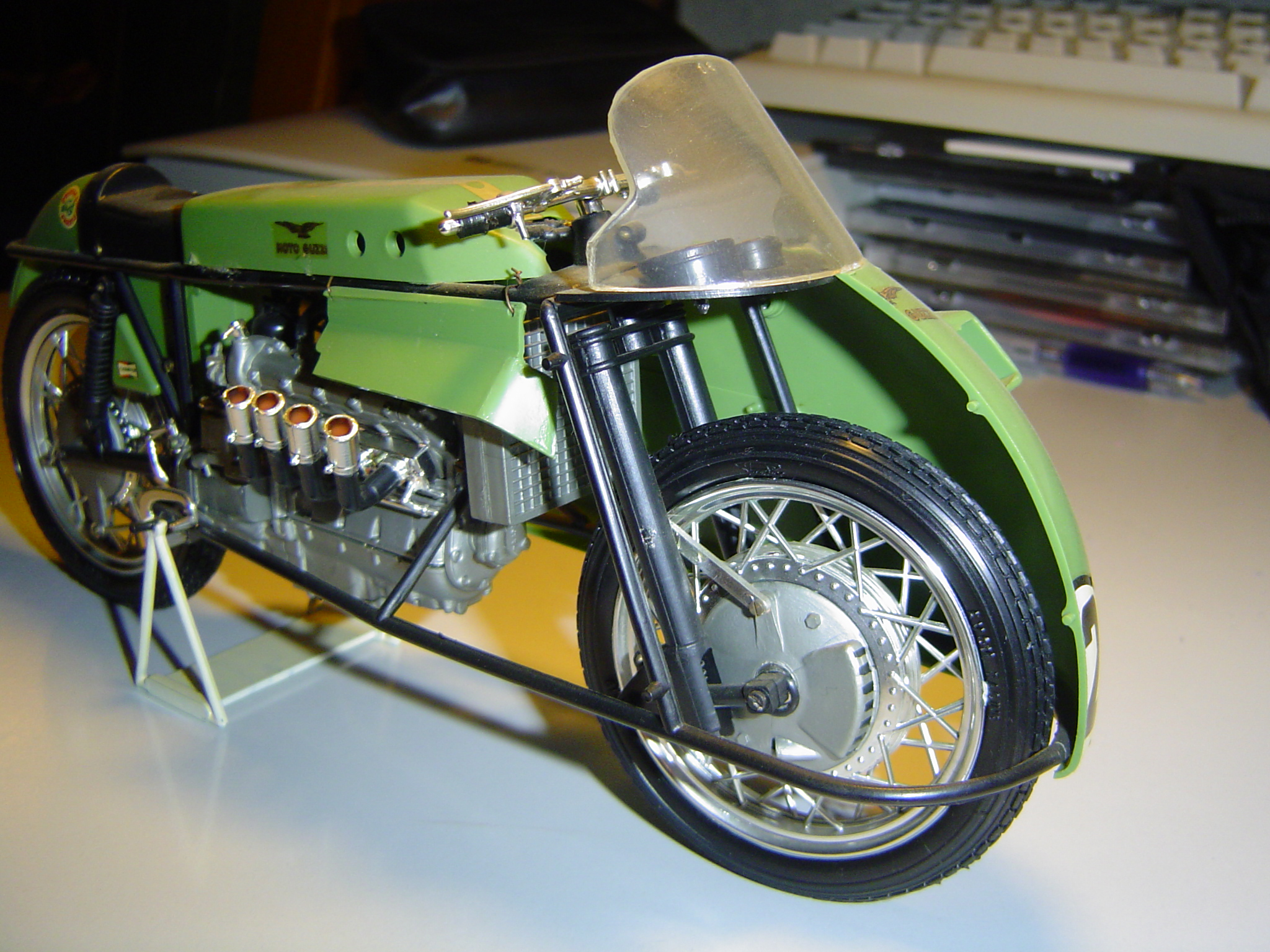
Moto Guzzi Quattro Cilindri uit 1952 (schaalmodel)
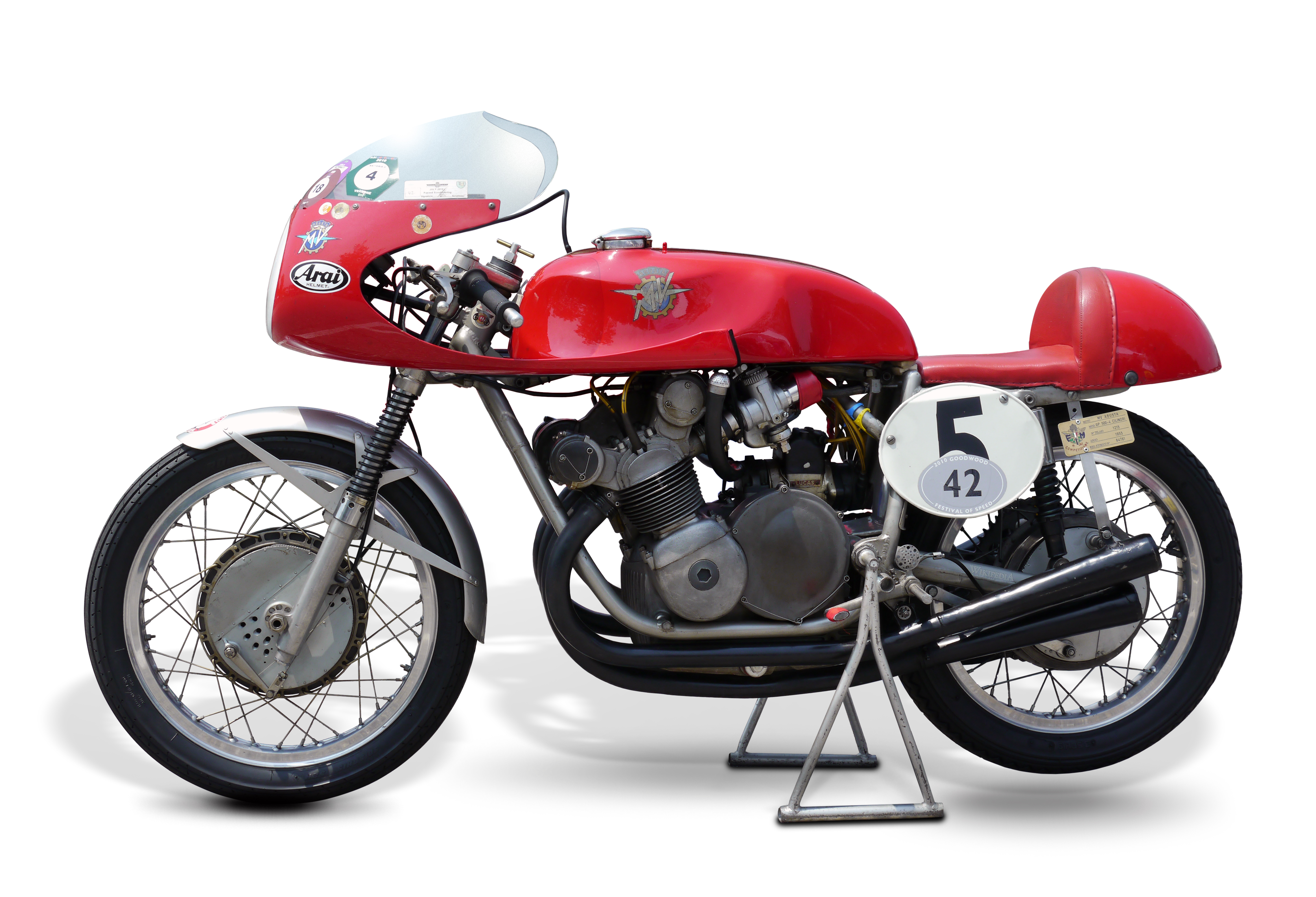
MV Agusta 500 4C uit 1952
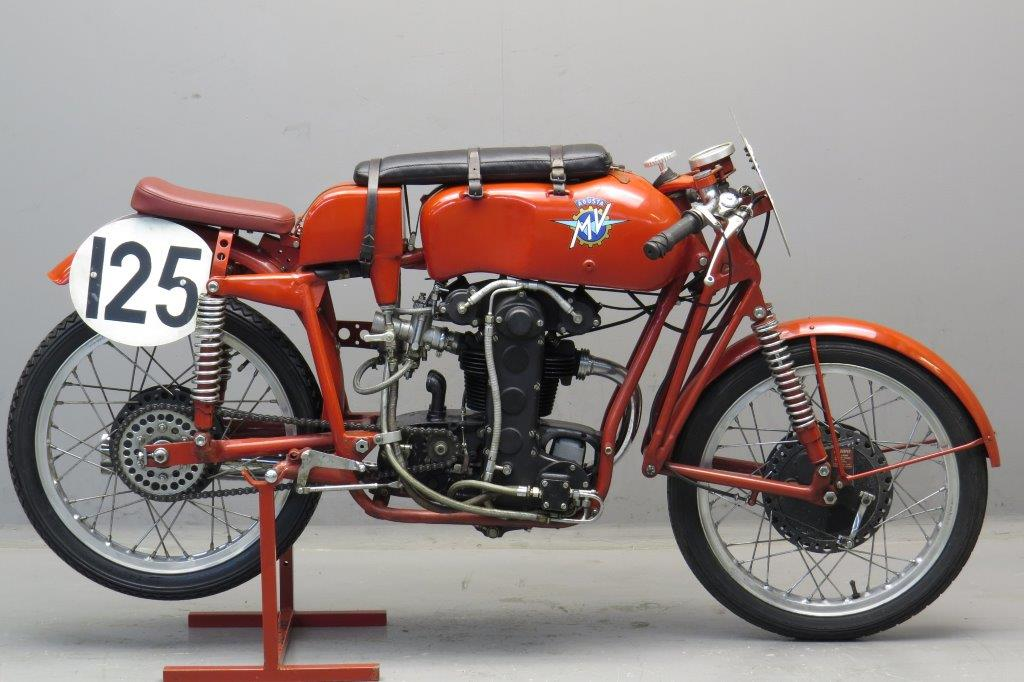
MV Agusta 125 Bialbero uit 1954
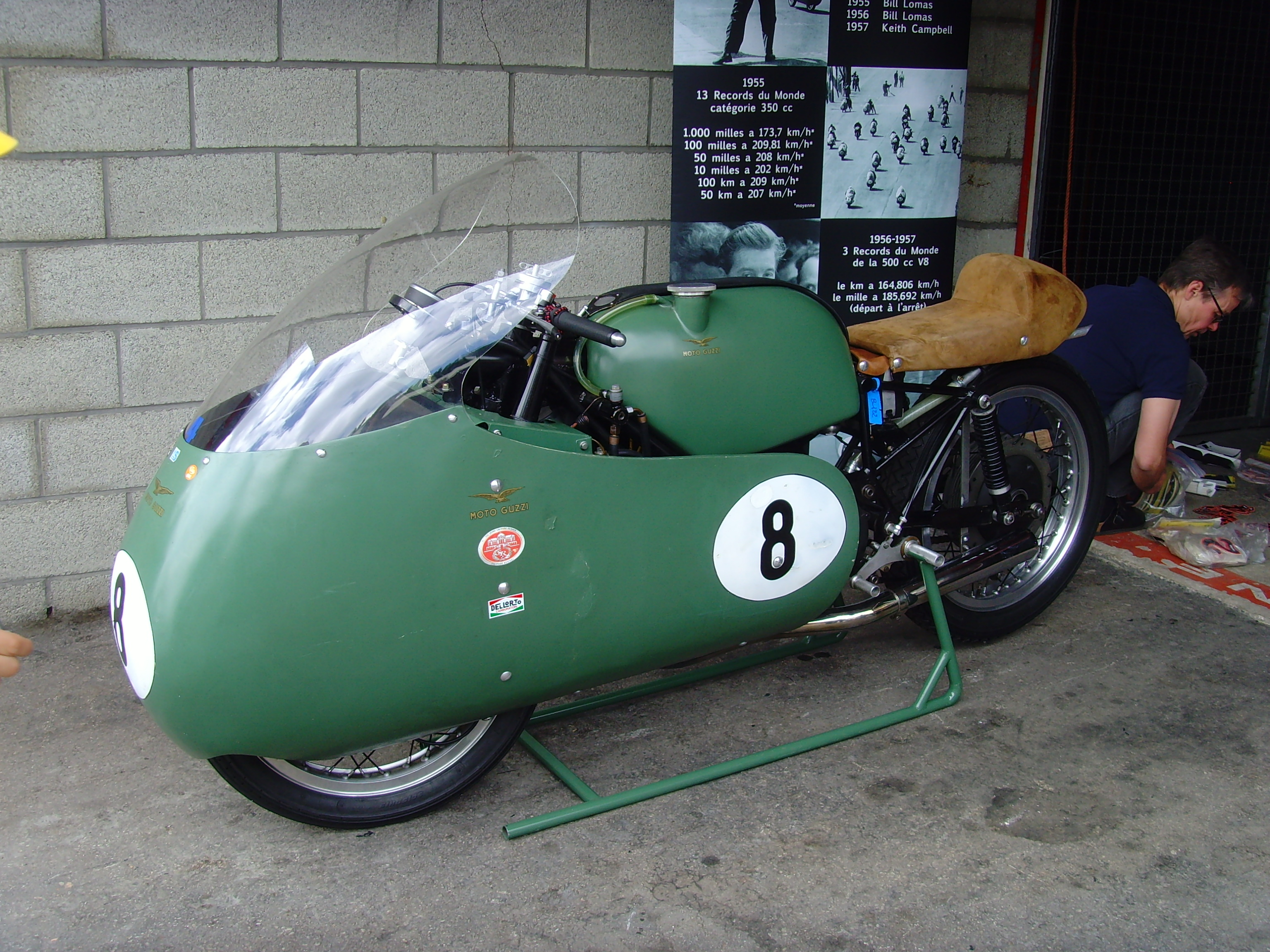
350cc-Moto Guzzi Monocilindrica 350
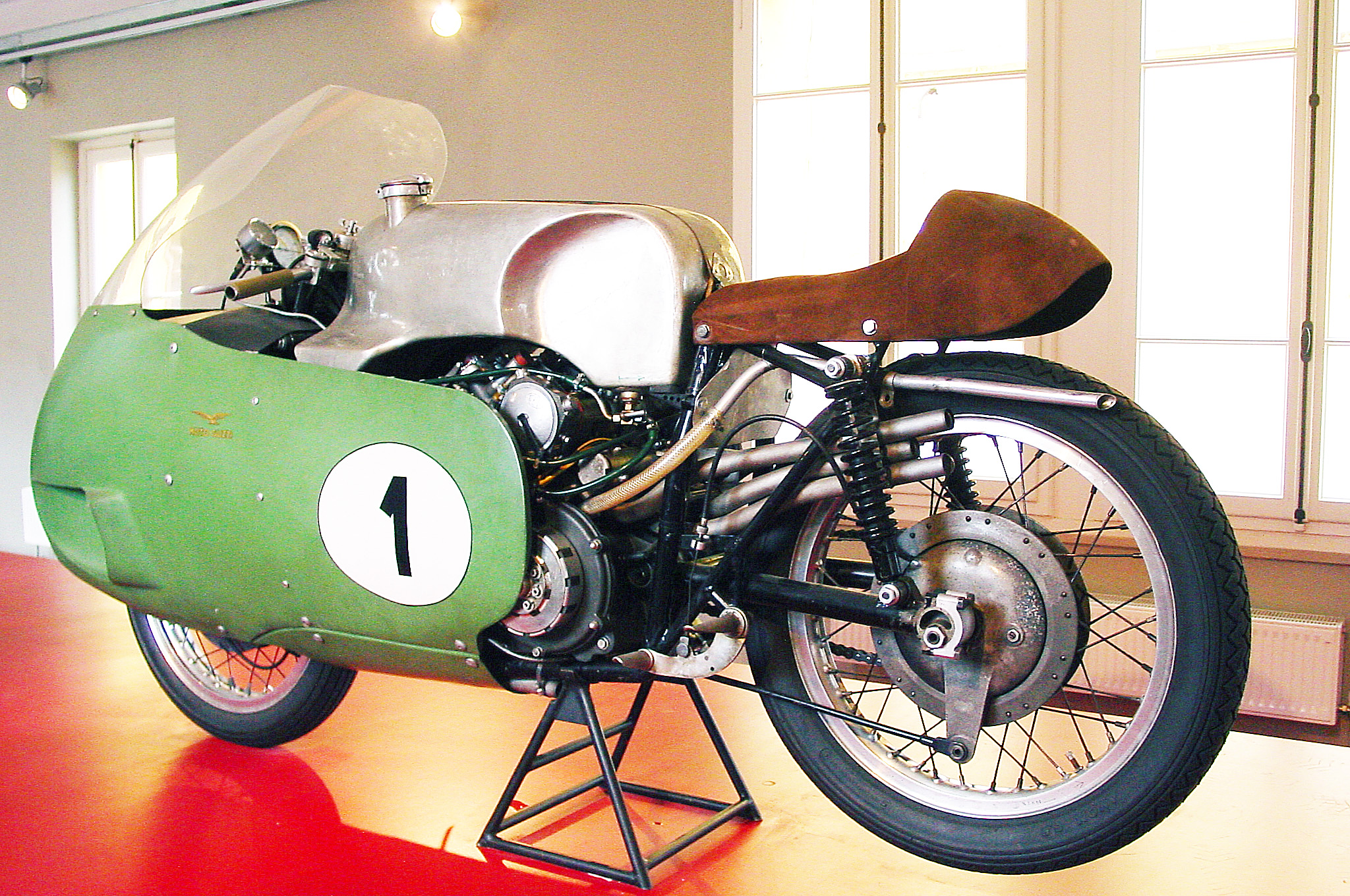
500cc-Moto Guzzi Otto Cilindri

## Grand Prix wegrace resultaten
(cursief gedrukte races duiden de snelste ronde aan)
| Jaar | Klasse | Team       | Motorfiets           | 1       | 2       | 3       | 4       | 5       | 6       | 7     | 8     | 9     | Punten                         | Plaats | Winst | Wereldkampioen                              |
| ---- | ------ | ---------- | -------------------- | ------- | ------- | ------- | ------- | ------- | ------- | ----- | ----- | ----- | ------------------------------ | ------ | ----- | ------------------------------------------- |
| 1950 | 350 cc | Privé      | Velocette KTT Mk III | IOM DNF | BEL 4   | NED 3   | ZWI 8   | ULS -   | NAT 5   |       |       |       | 9                              | 7e     | 0     | Bob Foster, Velocette KTT Mk VIII           |
| 1950 | 500 cc | Privé      | Velocette KTT Mk III | IOM -   | BEL -   | NED DNF | ZWI -   | ULS -   | NAT -   |       |       |       | 0                              | -      | 0     | Umberto Masetti, Gilera 500 4C              |
| 1951 | 250 cc | Privé      | Velocette MOV        |         | ZWI -   | IOM -   |         |         | FRA 5   | ULS - | NAT - |       | 2                              | 12e    | 0     | Bruno Ruffo, Moto Guzzi Gambalunghino       |
| 1951 | 350 cc | Privé      | Velocette KTT Mk III | SPA -   | ZWI -   | IOM 5   | BEL 3   | NED -   | FRA -   | ULS - | NAT - |       | 6                              | 11e    | 0     | Geoff Duke, Norton 40M Manx                 |
| 1952 | 125 cc | MV Agusta  | 125 Bialbero         |         | IOM -   | NED -   |         | DUI -   | ULS 2   | NAT - | SPA - |       | 6                              | 8e     | 0     | Cecil Sandford, MV Agusta 125 Bialbero      |
| 1952 | 250 cc | Privé      | Velocette MOV        | ZWI -   | IOM DNF | NED -   |         | DUI -   | ULS -   | NAT - |       |       | 0                              | -      | 0     | Enrico Lorenzetti, Moto Guzzi Gambalunghino |
| 1952 | 350 cc | Privé      | AJS 7R               | ZWI -   | IOM 4   | NED -   | BEL 5   | DUI 3   | ULS -   | NAT - | SPA - |       | 9                              | 7e     | 0     | Geoff Duke, Norton 40M Manx                 |
| 1952 | 500 cc | Privé      | AJS 7R               | ZWI -   | IOM 5   | NED -   | BEL DNF | DUI DNF |         |       |       |       | 6                              | 13e    | 0     | Umberto Masetti, Gilera 500 4C              |
| 1952 | 500 cc | MV Agusta  | 500 4C               |         |         |         |         |         | ULS 3   | NAT - | SPA - |       | 6                              | 13e    | 0     | Umberto Masetti, Gilera 500 4C              |
| 1954 | 125 cc | MV Agusta  | 125 Bialbero         | FRA -   | IOM DNF | ULS -   |         | NED -   | DUI -   | ZWI - | NAT - |       | 0                              | -      | 0     | Rupert Hollaus (†), NSU Rennfox             |
| 1954 | 350 cc | MV Agusta  | 350 4C               | FRA -   | IOM 7   | ULS -   | BEL -   | NED -   | DUI -   | ZWI - | NAT - | SPA - | 0                              | -      | 0     | Fergus Anderson, Monocilindrica 350         |
| 1954 | 500 cc | MV Agusta  | 500 4C               | FRA -   | IOM DNF | ULS -   | BEL -   | NED -   | DUI -   | ZWI - | NAT 8 | SPA - | 0                              | -      | 0     | Geoff Duke, Gilera 500 4C                   |
| 1955 | 125 cc | MV Agusta  | 125 Bialbero         | SPA -   | FRA -   | IOM 4   | DUI -   |         | NED -   |       | NAT - |       | 3                              | 9e     | 0     | Carlo Ubbiali, MV Agusta 125 Bialbero       |
| 1955 | 250 cc | MV Agusta  | 203 Bialbero         |         |         | IOM 1   | DUI -   |         | NED -   | ULS 4 | NAT 5 |       | 13                             | 3e     | 1     | Hermann Paul Müller, NSU Sportmax           |
| 1955 | 350 cc | Moto Guzzi | Monocilindrica 350   |         | FRA -   | IOM 1   | DUI 1   | BEL 1   | NED 2   | ULS 1 | NAT 2 |       | 32                             | 1e     | 4     | Bill Lomas, Monocilindrica 350              |
| 1955 | 500 cc | Moto Guzzi | Quattro Cilindri     | SPA -   | FRA -   | IOM 7   |         |         |         |       |       |       | 8                              | 6e     | 1     | Geoff Duke, Gilera 500 4C                   |
| 1955 | 500 cc | Moto Guzzi | Monocilindrica 500   |         |         |         | DUI -   | BEL -   | NED -   | ULS 1 | NAT - |       | 8                              | 6e     | 1     | Geoff Duke, Gilera 500 4C                   |
| 1956 | 350 cc | Moto Guzzi | Monocilindrica 350   | IOM DNF | NED 1   | BEL DNF | DUI 1   | ULS 1   | NAT DNF |       |       |       | 24                             | 1e     | 3     | Bill Lomas, Monocilindrica 350              |
| 1956 | 500 cc | Moto Guzzi | Monocilindrica 500   | IOM 5   |         |         |         |         |         | 2     | 16e   | 0     | John Surtees, MV Agusta 500 4C |        |       |                                             |
| 1956 | 500 cc | Moto Guzzi | Otto Cilindri        |         | NED DNF | BEL DNF | DUI DNF | ULS DNF | NAT DNS | 2     | 16e   | 0     | John Surtees, MV Agusta 500 4C |        |       |                                             |